# Dioscórides de Samos
Dioscórides de Samos (en griego antiguo Διοσκουρίδης ὁ Σάμιος) fue un musivario helenístico, presumiblemente originario de la isla de Samos, activo a finales del siglo II a. C. (sus obras se han datado ca. 110-100 a. C.)
Perteneciente a la escuela de Asia Menor, presenta sus figuras en composiciones simples y polícromas. Firmó dos obras que se hallaron en la Villa o Casa de Cicerón, una villa romana a las afueras de Pompeya: Escena de comedia: una visita a la hechicera y Escena de comedia: músicos ambulantes del culto de Cibeles. Ambas fueron halladas en 1762, sacadas de su entorno y trasladadas al Museo arqueológico nacional de Nápoles, donde se exhiben actualmente. Ambas incluyen la misma inscripción, en letras griegas, en su parte superior: ΔΙΟΣΚΟΥΡΙΔΗΣ ΣΑΜΙΟΣ ΕΠΟΙΗΣΕ (« Dioscórides de Samos lo hizo »).
Hay un fresco con la misma escena que el segundo de los mosaicos, encontrado en Estabia en 1759.
Se considera que los mosaicos deben reproducir pinturas griegas más de un siglo anteriores (ca. 280 a. C.), cuyo clarooscuro las identificaría como de escuela alejandrina, que representarían escenas de Theophoroumene ("La mujer poseída"), una de las comedias nuevas de Menandro. Las máscaras permiten identificar a los personajes: el paràsitos (pícaro o gorrón) que es quien está tocando el tympanum (una especie de pandero), el kòlax (adulador o sicofante) que es quien toca los címbalos, y la diàmitros etàira (diamitrosetaira o hetaira con diamitros -la "mitra" que le sujeta el pelo-), que está tocando el aulós (la doble flauta). El grupo es probablemente la denominada metragyrtai ("mendigos de la Madre", comitiva mendicante que pide para el culto de la "Madre Cibeles").
Su técnica es la denominada opus vermiculatum Las dimensiones del segundo son de 48 cm de alto por 46 de ancho.
En la primera, en un trampantojo arquitectónico, un personaje parcialmente ocultado, de pie, a la derecha, y tres mujeres sentadas en torno a una mesa; las dos más jóvenes se vuelven hacia una más vieja, que tiene una copa en la mano. En la segunda, cuatro personajes en un espacio de reducida profundidad (reproduce el podio de un escenario), cerrado por un muro en el que a la derecha se representa una puerta abierta, de izquierda a derecha: un niño o enano que sostiene lo que podría ser un instrumento musical como el cuerno, un personaje de perfil tocando la flauta doble, y dos más en actitud de danzar mientras tocan instrumentos de percusión.
|  |  |